# بخش غرب (ان‌بی‌ای)
بخش غرب (انگلیسی: Western Division) یکی از بخش‌های لیگ ان‌بی‌ای و پیشینهٔ آن، بی‌ای‌ای بود. این بخش با تأسیس لیگ در آغاز فصل ۱۹۴۷–۱۹۴۶ بی‌ای‌ای ایجاد شد. و پس از ادغام بی‌ای‌ای با ان‌بی‌ال در ۳ اوت ۱۹۴۹ که منجر به تشکیل ان‌بی‌ای شد، به‌عنوان یکی از بخش‌های لیگ حفظ گردید. این بخش تا فصل ۷۱–۱۹۷۰ ان‌بی‌ای فعال بود؛ تا زمانی که لیگ از ۱۴ به ۱۷ تیم گسترش یافت و در قالب دو کنفرانس شرق و کنفرانس غرب با دو بخش در هر کنفرانس، بازسازمان‌دهی شد.